# Alex Acuña
Pour les articles homonymes, voir Acuña.
Alejandro Neciosup Acuña, dit Alex Acuña, est un batteur et percussionniste péruvien, né le 12 décembre 1944 à Pativilca.

## Biographie
Alex Acuña commence sa carrière au Pérou avant d'être engagé dans l'orchestre de Perez Prado. En 1967, il s'installe à porto Rico où il travaille comme musicien de studio. En 1974, il s'installe aux États-Unis. Il travaille un temps dans des shows à Las Vegas (accompagnant Elvis Presley, Diana Ross…).
De 1975 à 1977, il est membre du groupe de jazz rock Weather Report (d'abord comme percussionniste, puis à partir d'avril 1976 comme batteur). On peut l'entendre sur deux des plus célèbres albums de ce groupe Black Market (1976) et Heavy weather (1977).
En 1978, il s'installe à Los Angeles où il exerce comme musiciens de studio. On peut l'entendre sur des albums de U2, Paul McCartney, Joni Mitchell, Ella Fitzgerald, Whitney Houston, Sergio Mendes, Chick Corea, Julio Iglesias, Plácido Domingo, Wayne Shorter, Joe Zawinul, etc. Il se produit aussi en concerts comme accompagnateur de musiciens comme Al Jarreau, Roberta Flack, Antônio Carlos Jobim, Paco de Lucía, Carlos Santana, Herbie Hancock, Christina Aguilera, Tito Puente, ou encore Claude Nougaro. On peut l'entendre aussi comme accompagnateur dans nombreuses musiques de films sous la direction de compositeurs comme Dave Grusin, Alan Silvestri, Michel Legrand, Bill Conti, Michel Colombier, Marvin Hamlisch, Maurice Jarre, Mark Isham, Hans Zimmer, John Williams ou Lalo Schifrin.
Il est aussi très actif comme enseignant lors de séminaires dans des universités. Il a, par ailleurs, enregistré quatre vidéos pédagogiques.
Il est aussi très demandé pour des démonstrations, lors de salons où il présente les instruments qu'il a "signés" pour différentes marques : les timbales Alex Acuña pour Yamaha, les cymbales Azuka pour Zildjian et un cajon pour Toca Percussion.
Alex Acuña a enregistré quelques disques sous son nom (un mélange de latin jazz, de jazz fusion et de world music). En 2000, son album Rhythms for a new millenium (sous le nom "Alex Acuña y Su Acuarela De Tambores") a été récompensé par un Grammy comme "Best Traditional Tropical Latin Album" de l'année.
En 2011, il collabore à l'album Heritage du groupe de death metal progressif suédois Opeth.
Alex Acuña est surtout un « musicien pour musiciens », peu connu du grand public, mais apprécié par ses confrères. Il a par ailleurs été élu cinq années de suite "Best Latin/Brazilian Percussionist" par les lecteurs de la revue Modern Drummer.
Alex Acuña utilise une batterie DW, des cymbales Sabian, des baguettes Vic Firth, des percussions Gon Bops et des peaux Evans.